# 全民財經檢定
全民財經檢定（General Economic and Financial Test，縮寫 GEFT）是台湾的一項將財經知識運用於社會活動、工作職場與未來生涯發展的全方位檢定考試。參加本檢定的受試者，透過財經基礎知識的學習，將有助於提升和反映對於財經知識的瞭解深度、廣度與活用能力。
財經時事是最為貼近民眾的財經訊息，也是民眾應該要知道的訊息，全民財經檢定從新聞時事為基礎，以相關知識及訊息能達到活用為最主要的目的，希望從財經相關訊息的累積讓國人達到理解應用的能力，而非只是知道書本上的知識，更能在生活中運用。
全民財經檢定GEFT活用知識力的構成可以分為三個部份：
- 第一階段是對於財經相關時事的閱讀及理解力，此一階段所指得是對於財經相關新聞時事是否知曉，能否觀察到重點，做出思考及判斷；
- 第二階段就是針對第一階段所獲得的相關知識，以邏輯的方式進行相關訊息的串聯、整理，做出對於訊息累積的分析；
- 第三階段則進入到較為高階的應用能力，在前兩階段所累積的訊息，成為了以後面對事情判斷的基礎，在面對未知的情況及環境中，可以運用先前累積的知識及訊息，中間所產生的分析及判斷，在未知的情況中做出決策，解決問題。

## 主辦單位
全民財經檢定主辦單位為台灣的經濟日報。